# Stenoxenus stenopterus
Stenoxenus stenopterus är en tvåvingeart som beskrevs av Wirth och Ratanaworabhan 1972. Stenoxenus stenopterus ingår i släktet Stenoxenus och familjen svidknott.
Artens utbredningsområde är Filippinerna. Inga underarter finns listade i Catalogue of Life.